# Честербрук
Честербрук — статистически обособленная местность (СОМ) в округе Честер, штат Пенсильвания, США. Население 4589 по переписи 2010 года.

## География
Честербрук расположен на 40°4’28" N 75°27’18" W (40,074378, −75,455018).
По данным Бюро переписи населения США, СОМ имеет общую площадь в 1,6 квадратных миль (4,1 км²).

## Демография
По состоянию переписи населения на 2000 года насчитывалось 4625 человек, 2356 семей, и 1175 семей, проживающих в СОМ. Плотность населения была 2,871.7 человек на квадратную милю (1,109.1 / км²). Существовали 2413 единиц жилья в среднем плотность 1,498.3 / кв миль (578.7/км²). Расовый состав СОМ был 89,71 % белые, 1,84 % афроамериканцы, 0,17 % коренные американцы, 7,07 % азиаты, 0,52 % других рас и 0,69 % от двух или более рас. Латиноамериканцы были 2,03 % от населения.
Существовали 2356 семей, из которых 20,4 % имели детей в возрасте до 18 лет, проживающих с ними, 39,2 % были супружескими парами, живущие вместе, 8,3 % были матерями-одиночками без мужей, а 50,1 % не имели семьи. 42,1 % всех домохозяйств состоят из отдельных лиц и 7,2 % из них кто-то одиноких людей в возрасте 65 лет и старше. Средний размер домохозяйства 1,96, а средний размер семьи 2,71.
В СОМ население было распределено 17,3 % в возрасте до 18 лет, 4,0 % от 18 до 24 лет, 38,4 % от 25 до 44 лет, 29,3 % от 45 до 64 лет и 10,9 %, которые были в возрасте 65 лет и старше. Средний возраст составил 40 лет. На каждые 100 женщин приходилось 80,7 мужчин. На каждые 100 женщин возрастом 18 лет и старше насчитывалось 79,2 мужчин.
Средний доход на домашнее хозяйство в СОМ составила $ 80792, а средний доход на семью составляет $ 90872. Мужчины имеют средний доход от $ 68906 против $ 47348 для женщин. Доход на душу населения для СОМ составлял $ 51859. Около 1,4 % семей и 2,1 % населения были ниже черты бедности, в том числе 2,8 % из них моложе 18 лет и ни один из этих 65 лет и старше.

## Экономика
В Честербруке расположена штаб-квартира фармацевтической компании AmerisourceBergen.